# Магда Марош
Магда Марош (4 жовтня 1951 , Будапешт ) — польська фехтувальниця на рапірах, срібна призерка Олімпійських ігор 1980 року, бронзова призерка Олімпійських ігор 1976 та 1980 років, чемпіонка світу.

## Виступи на Олімпіадах
| Олімпіада     | Дисципліна           | Місце |
| ------------- | -------------------- | ----- |
| Мельбурн 1976 | командна рапіра      | 3     |
| Москва 1980   | індивідуальна рапіра | 2     |
| Москва 1980   | командна рапіра      | 3     |